# Медицинска кибернетика
Медицинска кибернетика е клон на кибернетиката, който се е развил значително след изобретяването на компютъра и прилагането на компютърните технологии в медицинските изследвания и медицинската практика.
С развитието на технологиите медицинската кибернетика се разклонява в различни направления, които включват създаване на високо технологична медицинска апаратура (телемедицина), създаване на компютърни модели на живи организми и системи и обработка на масиви от данни с биологична информация (биоинформатика, медицинска информатика), математическо моделиране и прилагането на методи и системи, открити в природата, в изучаването и проектирането на инженерни системи и модерни технологии (бионика).
За баща на медицинската кибернетика се смята Норберт Винер и неговият труд „Кибернетика или управление и връзка в животното и машината“ издаден през 1948 г.
В България за първи път се заговаря за медицинска кибернетика през 1962 г., когато излиза книгата на проф. Полнарев „Кибернетика и медицина“.
Макар и не толкова известно, това научно направление реално управлява почти всяка една медицинска дейност в съвременните медицински кабинети, клиники и болници включително:
- софтуерните системи, обработващи потребителски данни и досиета (амбулаторни листи, направления, картони, рецепти, данни от изследвания);
- медицинската апаратура;
- изкуствено създадените органи и импланти;
- софтуерните продукти обработващи медицински данни с цел подпомагане вземането на решения и др.

Един от най-мащабните проекти, продукт на медицинската кибернетика в България е „Електронното здравно досие“ – проект, въведен в експлоатация официално април 2013 г.